# Борчалинский уезд
Борчали́нский уезд — административная единица в Тифлисской губернии Российской империи и Грузинской ССР. Административный центр — село Шулаверы.

## История
Уезд на территории исторической области Борчалы был образован в 1880 году (ранее территория входила в состав Тифлисского уезда).
В мае 1918 года уезд и вся Тифлисская губерния вошли в состав Грузинской демократической республики.
В декабре 1918 года произошёл армяно-грузинский вооружённый конфликт. Он был урегулирован в январе 1919 года при посредничестве британского командования, фактически поддержавшего Грузию, — по соглашению, подписанному в Тифлисе, до решения Верховным советом Антанты вопроса о границах между Грузией и Арменией северная часть Борчалинского уезда передавалась Грузии, южная — Армении, а средняя (в которой находились Алавердские медные рудники) объявлялась «нейтральной зоной» и административно подчинялась английскому генерал-губернатору.
В 1929 году уезд упразднён с передачей территории в Тифлисский округ.

## Население
Согласно ЭСБЕ население уезда в 1886 году составляло 106 534 чел. (58 885 мужчин и 47 649 женщин).
По данным первой всеобщей переписи населения 1897 года население уезда составило 128 587 жителей (грамотных из них 9 515 чел. или 7,4 %), в том числе в селе Шулаверы — 4 553 чел.

### Национальный состав
| Год  | Всего, чел. | Армяне            | Татары (азербайджанцы) | Греки            | Великорусы (русские), малорусы (украинцы), белорусы | Грузины        | Немцы          | Осетины      | Поляки      | Аварцы, кюринцы (лезгины) и др. лезгинские народы | Турки        | Евреи        | Талыши       | Персы        | Остальные (курды, итальянцы и др.) |
| ---- | ----------- | ----------------- | ---------------------- | ---------------- | --------------------------------------------------- | -------------- | -------------- | ------------ | ----------- | ------------------------------------------------- | ------------ | ------------ | ------------ | ------------ | ---------------------------------- |
| 1886 | 106 534     | 34 123 (32, 03 %) | 33 382 (31,33 %)       | 17 815 (16,72 %) | 5 948 (5,58 %)                                      | 3 864 (3,63 %) | 1 471 (1,38 %) | ---          | ---         | ---                                               | ---          | 33 (0,03 %)  | ---          | ---          | ---                                |
| 1897 | 128 587     | 47 423 (36,88 %)  | 37 742 (29,35 %)       | 21 393 (16,64 %) | 9 349 (7,25 %)                                      | 7 840 (6,09 %) | 2 496 (1,94 %) | 628 (0,49 %) | 264 (0,2 %) | 240 (0,18 %)                                      | 162 (0,12 %) | 153 (0,12 %) | 151 (0,12 %) | 121 (0,09 %( | 644 (0,49 %)                       |

## Административное деление
В 1913 году в состав уезда входило 51 сельских правлений:
| - Авранлинское — с. Авранлы, - Айдар-бекское — с. Айдар-бек, - Алавердское — с. Алаверды, - Александерсгильфское — с. Александерсгильф, - Амамлинское — с. Амамло, - Арджеван-Сарванское — с. Арджеван-Сарван, - Арухлинское — с. Арухло, - Ахнатское — с. Ахнат, - Ашкалинское — с. Ашкала, - Байдарское — с. Байдар, - Бармаксызское — с. Бармаксыз, - Башкейское — с. Башкей, - Башкичетское — с. Башкичет, | - Башташенское — с. Башташен, - Больнис-Капанакчинское — с. Больнис-Капанакчи, - Воронцовское — с. Воронцовка, - Геур-Архское — с. Геур-Арх, - Гомаретское — с. Гомарети Большой, - Гуния-Калинское — с. Гуния-Кала, - Гюликаракское — с. Гюликарак, - Дарбазское — с. Дарбаз, - Демурбулагское — с. Демурбулаг, - Джелал-Оглинское армянское — с. Джелал-Оглы армянское, - Джелал-Оглинское русское — с. Джелал-Оглы русское, - Демурчи-Гасанлинское — с. Капанакчи-Демурчи-Гасанлы, - Дисихское — с. Дисих, | - Думанисское — с. Думаниси Большие, - Екатериненфельдское — с. Екатериненфельд, - Камарлинское — с. Камарло-Большие, - Качаганское — с. Качаган, - Квешинское — с. Квеши, - Керпилинское — с. Керпили, - Кизиль-Хаджилинское — с. Кизиль-Хаджило, - Кирихлинское — с. Кирихли, - Куртанское — с. Куртан, - Магартское — с. Магарт, - Нардеванское — с. Нардеван, - Николаевское — с. Николаевка, - Ново-Покровское — с. Ново-Покровка, | - Опретское — с. Опрети, - Приволенское — с. Привольное, - Садахлинское — с. Садахло, - Саральское — с. Сарал-Верхний, - Сарачлинское — с. Сарачло, - Сарванское — с. Сарван, - Узунлярское — с. Узунляр, - Фахралинское — с. Фахрало, - Чочканское — с. Чочкан, - Шахназарское — с. Шахназар, - Шинихское — с. Шиних, - Шулаверское — с. Шулаверы. |